# Almenara (Automarke)
Almenara war eine brasilianische Automarke.

## Markengeschichte
Anuar Chequer gründete 1983 das Unternehmen in Itaúna und begann mit der Produktion von Automobilen. Der Markenname lautete Almenara. 1988 endete die Produktion. Insgesamt entstanden 17 Fahrzeuge.

## Fahrzeuge
Im Angebot stand nur ein Modell. Optisch war es eine Mischung aus einem Sportwagen von Puma und einem VW-Buggy. Das Fahrgestell vom VW Käfer bildete die Basis. Darauf wurde eine offene türlose Karosserie montiert. Verschiedene luftgekühlte Vierzylinder-Boxermotoren mit 1600 cm³ Hubraum sowie wassergekühlte Vierzylinder-Reihenmotoren vom VW Passat mit 1500 cm³ und 1600 cm³ Hubraum waren im Heck montiert und trieben die Hinterräder an.